# NGC 3046
NGC 3046 je galaksija u zviježđu Zračnoj pumpi.

## Vanjske poveznice
- SEDS: NGC 3046